# Velipojë
Velipojë (forma definida albanesa: Velipoja) es una localidad albanesa del condado de Shkodër. Se encuentra situada en el norte del país y desde 2015 está constituida como una unidad administrativa del municipio de Shkodër. A finales de 2011, el territorio de la actual unidad administrativa tenía 5031 habitantes.
La unidad administrativa incluye, además de Velipojë, los pueblos de Luarz, Gomsiqe, Pulaj, Reç i Ri, Baks i Ri, Baks-Rrjoll, Ças y Mal Kolaj.
El pueblo se ubica en la costa del mar Adriático, unos 20 km al sur de la ciudad de Shkodër, a medio camino entre Ulcinj y Lezhë. La unidad administrativa es fronteriza con Montenegro, marcando la frontera la desembocadura del río Bojana.

## Deportes
- Klubi Sportiv Ada Velipojë